# South
South — британская альтернативная рок-группа, трио, из Англии, существовавшая в 1998—2009 годах. Группа состояла из лидер-вокалиста Джоэла Кэдбери, Бретта Шоу и Джими Макдоналда. Каждый из участников был мультиинструменталистом и играл на гитаре, бас-гитаре, ударных и клавишных.

## Дискография

### Альбомы
- From Here on In (2001)
- With the Tides (2003)
- Adventures in the Underground Journey to the Stars (2006)
- You Are Here (2008)

### EP
- All In For Nothing (2001)
- Constantly Burning (2001)
- Speed Up / Slow Down (2005)